# 21528 Chrisfaust
21528 Chrisfaust este un asteroid din centura principală de asteroizi.

## Descriere
21528 Chrisfaust este un asteroid din centura principală de asteroizi. A fost descoperit pe 24 iunie 1998 la Socorro, New Mexico, în cadrul proiectului LINEAR. Asteroidul prezintă o orbită caracterizată de o semiaxă mare de 2,42 ua, o excentricitate de 0,05 și o înclinație de 4,3° în raport cu ecliptica.